# Siao-liou-čchiou
Siao-liou-čchiou (čínsky pchin-jinem Xiǎoliúqiú, znaky 小琉球) je korálový ostrov u západního pobřeží Tchaj-wanu na jižním okraji Tchajwanského průlivu. Má rozlohu přibližně 6,8 čtverečního kilometru a k roku 2017 na něm žilo přes dvanáct tisíc obyvatel.
Ostrov leží naproti ústí řeky Kao-pching a v rámci správního členění Čínské republiky patří do okresu Pching-tung. Je vzdálen bezmála patnáct kilometrů jihozápadně od Tung-kangu a přes třiatřicet kilometrů jihojihozápadně od Kao-siungu.